# Diouradougou Kafo
Diouradougou Kafo est une commune rurale du Mali, de l'arrondissement central de Molobala, dans le cercle de Molobala et la région de Koutiala, elle a pour chef-lieu la localité de Tiéré.

## Villages
La commune s'étend sur 9 localités relevées lors du recensement général de 2009. 
Les villages les plus peuplés sont :
- Tiéré (2 933 habitants)
- Sina (1 407 habitants)
- Mizonso (1 315 habitants)

En 2023, la loi 2023-007 attribue à la commune 10 villages, fractions ou quartiers  :
- Tiéré
- Kesso
- Bougouro
- Loikina
- Sina
- Tarassoni
- Mizonso
- Bouba
- Kendé
- Kéma